# Karl-Heinz Becker (Leichtathlet)
Karl-Heinz Becker (* 19. Juni 1912 in Hamburg; † 19. Juli 2001 ebenda) war ein deutscher Langstreckenläufer.

## Biografie
Karl-Heinz Becker trat bei den Olympischen Spielen 1936 in Berlin über 1500 m an, schied allerdings im Vorlauf aus.
1936 und 1937 wurde er Deutscher Meister mit der 4-mal-1500-Meter-Staffel. 1935 gewann er in der Crosslauf-Mannschaftswertung Bronze.
Im Zweiten Weltkrieg kam Becker in russische Gefangenschaft, aus der er erst 1948 freikam. Danach war er als Polizist tätig. Becker war der Schwager seiner Mannschaftskameraden Max Syring und Walter Schönrock.